# 淡色角石蛾
淡色角石蛾（学名：Stenopsyche grisepennis）为角石蛾科角石蛾屬下的一个种。